# Alfredo Obberti
Alfredo Domingo Obberti  (né le 12 août 1945 à Buenos Aires et mort le 5 juillet 2021 à Rosario en Argentine) est un joueur de football argentin.

## Biographie
Obberti fait ses débuts professionnels en 1962 à Huracán, avant de passer une saison à Colón de Santa Fe en 1965. Il retourne ensuite à Huracán en 1966.
En 1968, Obberti rejoint Los Andes où il remporte le titre de meilleur buteur de la Primera División Argentina du Metropolitano 1968 avec 13 buts. Il retourne à Huracán en 1969.
En 1970, Obberti rejoint Newell's Old Boys où il redevient meilleur buteur avec 10 buts. En 1972, il part au Brésil à Grêmio puis retourne aux Newell's en 1974. Il inscrit 89 buts en 147 matchs, ce qui fait de lui le 3e meilleur buteur de l'histoire du club.

## Titres
| Saison             | Équipe            | Titre                      |
| ------------------ | ----------------- | -------------------------- |
| Metropolitano 1974 | Newell's Old Boys | Primera División Argentina |